# Geoparque Comarca Minera
El Geoparque Comarca Minera se localiza en la parte centro-sur del estado de Hidalgo en México  y comprende el territorio de los municipios de Atotonilco el Grande, Epazoyucan, Huasca de Ocampo, Mineral del Chico, Mineral de la Reforma, Mineral del Monte, Omitlán de Juárez, Pachuca de Soto y Singuilucan. Estos municipios están articulados por una red de 34 geositios que fueron seleccionados porque expresan la historia geológica del territorio y revelan su relación con la cultura y la creación de espacios históricos a partir de la minería y la metalurgia. Además, son importantes para la ciencia y la educación y, en su mayoría, cuentan con un importante valor paisajístico. La geodiversidad del Geoparque Comarca Minera es representada por elementos geológicos (rocas, minerales, fósiles) y geomorfológicos (formas de relieve, procesos físicos) con edades desde el Cretácico hasta el Holoceno. Se han establecido cuatro georrutas, que agrupan geositios con una temática y un discurso turístico coherentes: Ruta Geo-natural (geología y áreas naturales), Ruta Geo-cultural (cultura), Ruta Humboldt (exploraciones geológicas) y Ruta Histórica-Minera (historia de la minería). Junto con el de la Mixteca Alta, este geoparque es parte de los elementos que demuestran la megageodiversidad de México.

## Geología
El elemento fisiográfico más relevante de la Comarca Minera lo constituyen las sierras de Pachuca y de Las Navajas, con cotas máximas en la Peña de Las Ventanas (3090 m) y en el Cerro de las Navajas (3212 m), respectivamente. Este conjunto orográfico tiene una orientación general noroeste-sureste, y separa el área de la Sierra Baja y Barranca de Metztitlán (al norte de las sierras), con altitudes de 1300-2000 m, del extremo septentrional de la Cuenca de México (al sur de las sierras), con una altitud de 2200-2400 m. La elevada geodiversidad del parque, apreciable en sus geositios, se debe a que en el área convergen dos provincias fisiográficas, la Sierra Madre Oriental y la Faja Volcánica Transmexicana, así como dos provincias magmáticas, una relacionada con la Faja Volcánica Transmexicana y la otra afín al vulcanismo de la Sierra Madre Occidental.
|                                    |
| Situación tectónica del geoparque. |

|                                            |
| Mapa geológico simplificado del geoparque. |

La Comarca Minera se caracteriza por un geopatrimonio sobresaliente, que incluye al menos seis elementos geológicos (y culturales relacionados con la geología) que pueden ser considerados de relevancia internacional:
1. El sistema epitermal (Ag-Au) de Pachuca-Mineral del Monte, uno de los más grandes del mundo; su producción histórica representa el 6% de la plata producida globalmente durante los últimos cinco siglos.[10]
2. La localidad tipo —en el cerro San Cristóbal de Pachuca— de la tridimita y la cristobalita, minerales descubiertos por Gerhard vom Rath en los años 1868 y 1887, respectivamente.[11]
3. Los basaltos con disyunción columnar de Santa María Regla, en Huasca de Ocampo, conocidos popularmente como los «prismas basálticos», descritos y dibujados por Alexander von Humboldt en 1803; generalmente son considerados los más largos del mundo (alcanzan 40 m de longitud).[12][13]
4. El patrimonio industrial minero, que incluye haciendas de beneficio de la época colonial, así como obras mineras diversas, entre las que destacan las del periodo inglés de la minería (mediados del siglo XIX), con espléndidos ejemplos de casas de máquinas de tipo cornish.[14]
5. El Cerro de las Navajas, principal punto de explotación y abastecimiento de obsidiana para Mesoamérica, y yacimiento excepcional de obsidiana en sus variedades dorada y verde.[15][16]
6. Las tobas silícicas con alteración hidrotermal del geositio Cantera de Tezoantla, que por sus propiedades físicas y su apreciado aspecto (blanca con tonalidades verdes) han sido utilizadas con fines ornamentales en los geositios Reloj Monumental de Pachuca y Archivo General del Estado, así como en la mayoría de las construcciones civiles de Mineral del Monte y en edificios tan importantes de la Ciudad de México como el Banco de México y el Palacio Postal. En 2022, la Unión Internacional de Ciencias Geológicas reconoció la contribución del trabajo realizado con estas tobas volcánicas a la cultura y el arte, incluyéndolas a la lista de rocas patrimoniales, siendo la única de México con este reconocimiento. En febrero de 2023 se recibió el certificado correspondiente.[1][17][18][19]

|                           |
| Mina en Mineral del Monte |

|              |
| Cristobalita |

|                                       |
| Prismas basálticos, Huasca de Ocampo. |

|                                                   |
| Casas de máquinas cornish. Mina Camelia, Pachuca. |

|                                                         |
| Detalle de obsidiana dorada en el Cerro de las Navajas. |

|                                                    |
| Fachada del Palacio Postal en la Ciudad de México. |

### Cretácico
Las rocas más antiguas del geoparque son calizas y lutitas de origen marino, de edad cretácica, que se hallan en la porción noreste del territorio y afloran en el fondo de la Barranca de Metztitlán, pudiéndose apreciar en los geositios Barranca de Aguacatitla, Aguas termales de Amajac y Reserva de la Biósfera Barranca de Metztitlán.

### Paleógeno
Durante este periodo, se formó el cinturón de pliegues y cabalgaduras, geográficamente conocido como Sierra Madre Oriental, mediante un proceso compresivo que engrosó y acortó la corteza y elevó las rocas formadas previamente en el mar hasta su posición actual. Hacia el final de este periodo inició el vulcanismo relacionado con el proceso de subducción del occidente de México. En el sector noroeste del geoparque se presentan estructuras de deformación, principalmente pliegues asimétricos o incluso acostados, de dirección NNO-SSE, que pueden ser apreciados en los geositios Barranca de Aguacatitla y Aguas termales de Amajac. Las rocas volcánicas del Oligoceno las encontramos en Depósitos tobáceos de Cubitos y Mirador Cerro del Lobo.

### Mioceno
El magmatismo iniciado a fines del Paleógeno se extendió hasta el Mioceno Medio, siendo responsable de grandes volúmenes de rocas volcánicas silícicas que constituyen una de las manifestaciones más surorientales de la provincia ígnea de la Sierra Madre Occidental. Asociados a estas rocas se formaron los yacimientos minerales de plata (de tipo epitermal), que datan del Mioceno temprano en el caso de los de Pachuca-Real del Monte y algo más reciente (Mioceno tardío) para los de Mineral de El Chico. En el geoparque, se formaron tobas riolíticas y riolitas de las formaciones Tezoantla y Cerezo, así como pórfidos riolíticos y dacíticos. Se pueden apreciar en los geositios Peña Las Monjas, Peña del Cuervo, Las Ventanas y Depósitos Volcánicos de El Chico. La mineralización del Mioceno tardío se aprecia en Obras mineras El Milagro.

### Plioceno
Cambia el estilo y composición del vulcanismo, obedeciendo a la subducción subhorizontal de la Placa de Cocos por debajo de la Norteamericana, y configurando la Faja Volcánica Transmexicana, aún activa en hoy día. Ejemplos de rocas volcánicas de edad Pliocena los encontramos en los geositios Cerro de San Cristóbal (en la formación homónima), Peña del Diablo y Peña del Comal. También son del Plioceno los sedimentos lacustres fosilíferos (con restos de plantas y peces) cercanos al geositio Aguas termales de Amajac.

### Pleistoceno
El vulcanismo de la Faja Volcánica Transmexicana se manifestó intensamente en el geoparque, siendo responsable de la colada del geositio Prismas Basálticos (fechada en 2.58 Ma) y de los volcanes monogenéticos de Singuilucan, apreciables en el geositio Estructuras volcánicas de la Paila.

### Holoceno
En lo referente a la explotación de los recursos naturales, en el geoparque —y en todo el continente— fue el encuentro entre el Viejo y el Nuevo Mundo lo que marcó el mayor cambio; en la época prehispánica se explotó intensamente la obsidiana, y, a partir de la conquista, la minería se concentró en los metales preciosos. Como una manifestación de los fenómenos geológicos activos, se encuentra en el noroeste del geoparque el sitio geotermal (y geositio) de Aguas termales de Amajac (aprovechado como balneario de aguas termales).

## Geositios del geoparque
El geoparque está integrado por 34 geositios de interés geológico, biológico y cultural:
|                        |
| 1. Prismas basálticos. |

|                      |
| 2. Peñas Las Monjas. |

|                     |
| 3. Peña del Cuervo. |

|                          |
| 4. Mirador Las Ventanas. |

|                     |
| 5. Presa El Cedral. |

|                       |
| 6. Presa San Antonio. |

|                                        |
| 7. Peña del Diablo y Piedra del Comal. |

|                             |
| 8. Barranca de Aguacatitla. |

|                      |
| 9. San Miguel Regla. |

|                                 |
| 10. Ex-Convento de San Agustín. |

|                               |
| 11. Obras mineras El Milagro. |

|                               |
| 12. Aguas termales de Amajac. |

|                                       |
| 13. Depósitos volcánicos de El Chico. |

|                    |
| 14. Peña del Aire. |

|                                                    |
| 15. Reserva de la Biósfera Barranca de Metztitlán. |

|                           |
| 16. Cantera de Tezoantla. |

|                      |
| 17. Museo del Paste. |

|                              |
| 18. Ex-Hacienda La Purísima. |

|                     |
| 19. Panteón inglés. |

|                                       |
| 20. Parque Estatal Bosque el Hiloche. |

|                                    |
| 21. Depósitos tobáceos de Cubitos. |

|                     |
| 22. Peñas Cargadas. |

|                           |
| 23. Museo de Mineralogía. |

|                             |
| 24. Mirador Cerro del Lobo. |

|                                  |
| 25. Reloj Monumental de Pachuca. |

|                 |
| 26. Cristo Rey. |

|                             |
| 27. Cerro de San Cristóbal. |

|                                        |
| 28. Estructuras volcánicas de La Paila |

|                                        |
| 29. Ex-Convento de San Andrés Apóstol. |

|                           |
| 30. Cerro de las Navajas. |

|                            |
| 31. Traquita El Guajolote. |

|                                                 |
| 32. Ruta gastronómica de Mineral de la Reforma. |

|                            |
| 33. Ex-Hacienda de La Luz. |

|                                 |
| 34. Archivo General del Estado. |

## Flora y fauna

### Flora

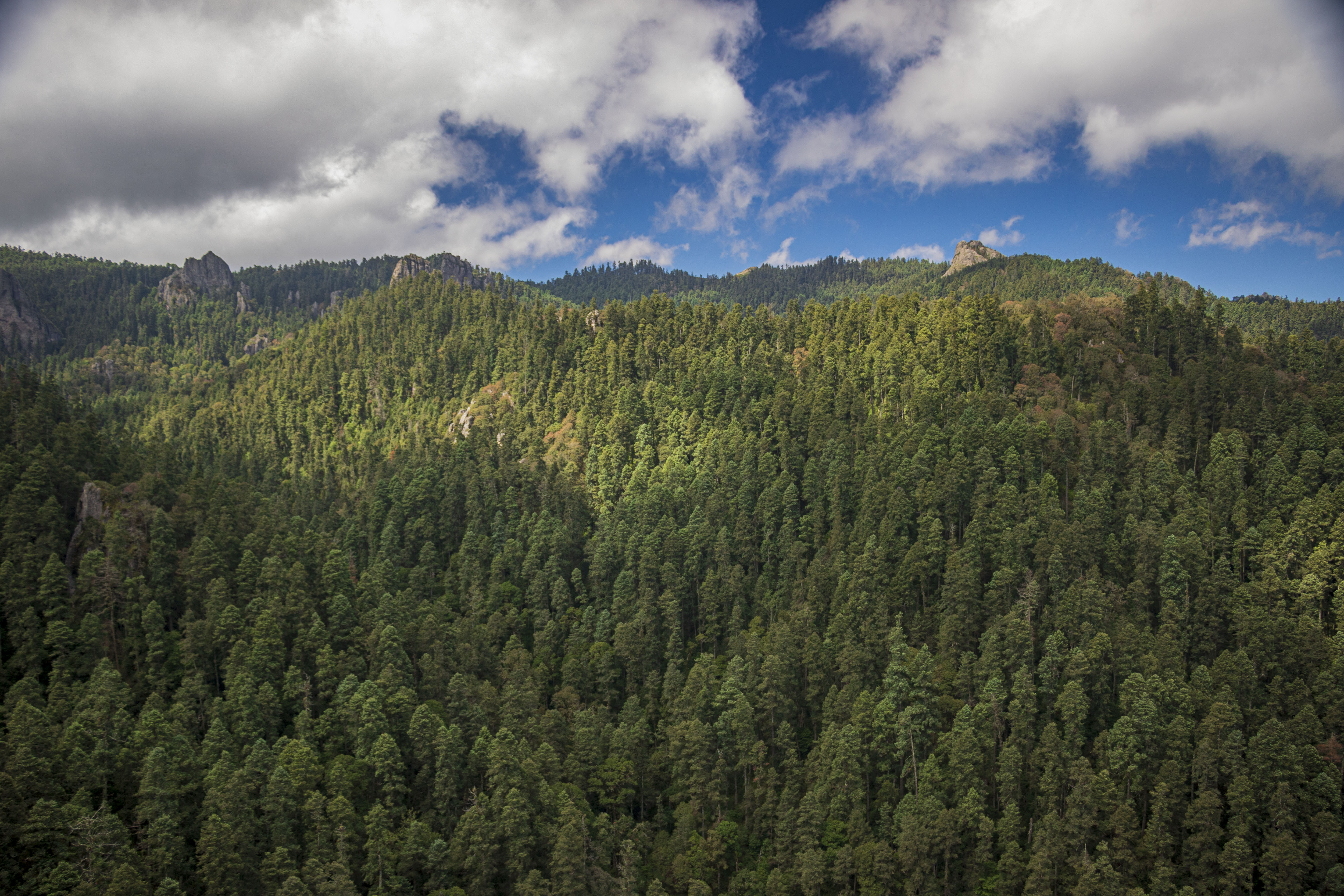
Bosque de oyamel (Abies religiosa) alrededor de la Peña del Cuervo.

Favorecido por su fisiografía de contrastes, reflejo de su complejidad geológica, el territorio de la Comarca Minera presenta numerosos biomas que alternan con zonas agrícolas y urbanas, que sostienen una fauna muy diversa. En las zonas más elevadas (cotas por arriba de los 2600 m), de clima templado y templado-frío, se encuentran bosques de oyamel (Abies religiosa), cuya mejor muestra se preserva en el Parque Nacional El Chico. Las zonas montañosas de menor altitud, especialmente la Sierra de Las Navajas y la vertiente norte de la Sierra de Pachuca, se hallan cubiertas por bosques de pinos y bosques mixtos de pino-encino. La diversidad de especies de pino es elevada, representada principalmente por el ocote rojo (Pinus patula), el pino de las alturas (Pinus hartwegii) y el pino azteca (Pinus teocote), mientras que el más común de los encinos es el quiebra-hacha (Quercus rugosa). En las vertientes más soleadas de la Sierra de Pachuca y en cotas por debajo de los 2000 m en el extremo norte del geoparque, encontramos matorrales xerófilos ricos en cactáceas como el garambullo (Myrtillocactus geometrizans), varias especies de biznaga (Mammillaria magnimamma, Echinofossulocactus crispatus) y de nopal (Opuntia streptacantha, O. tomentosa, O. robusta), cardenche (Cylindropuntia imbricata) y cardón (Lophocereus marginatus), y diversas especies de maguey (e.g. Agave horrida, A. triangularis), incluyendo el maguey pulquero (Agave salmiana) que destaca por su aprovechamiento para la tradicional producción de pulque.

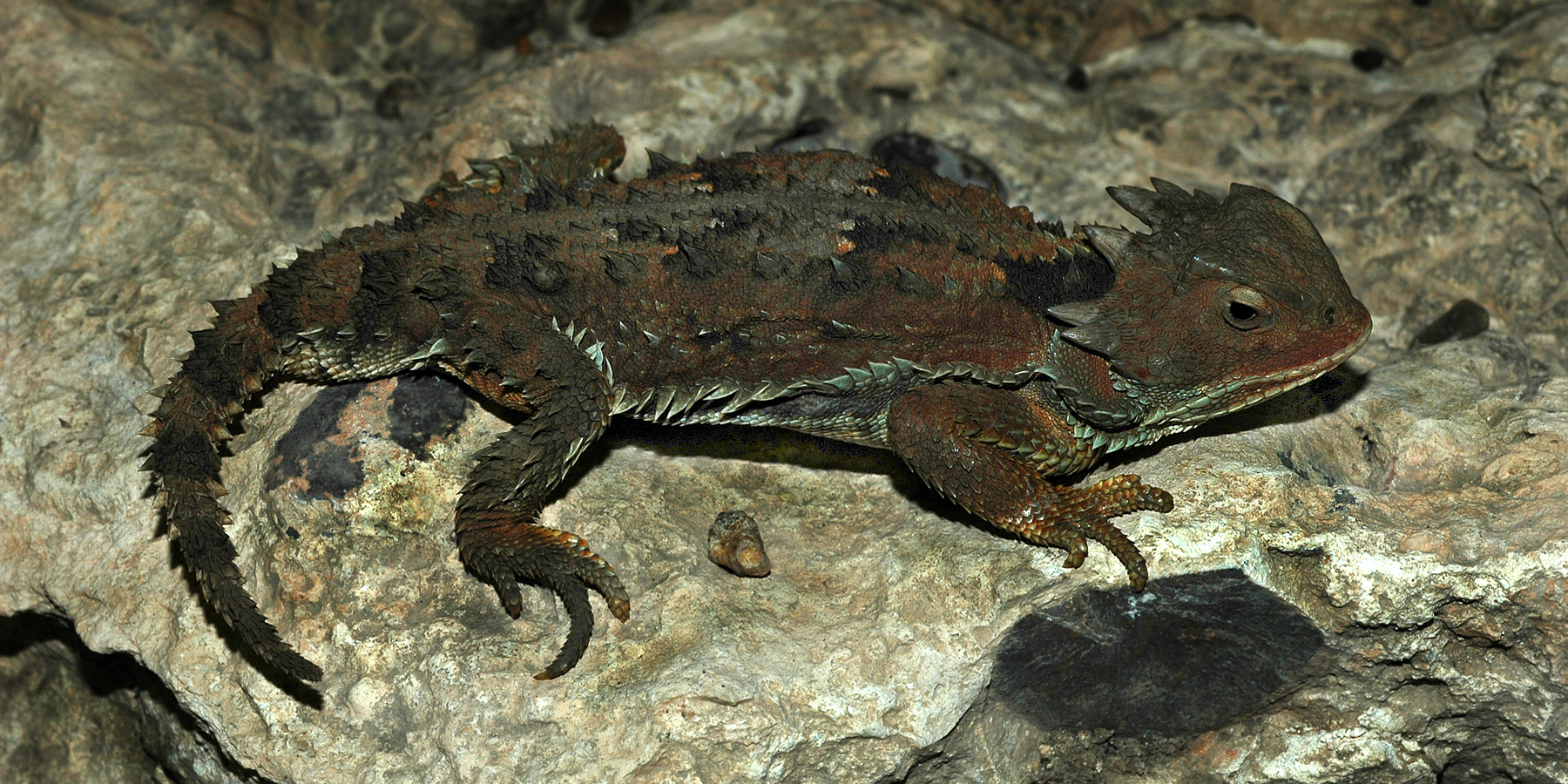
Camaleón de montaña (Phrynosoma orbiculare).

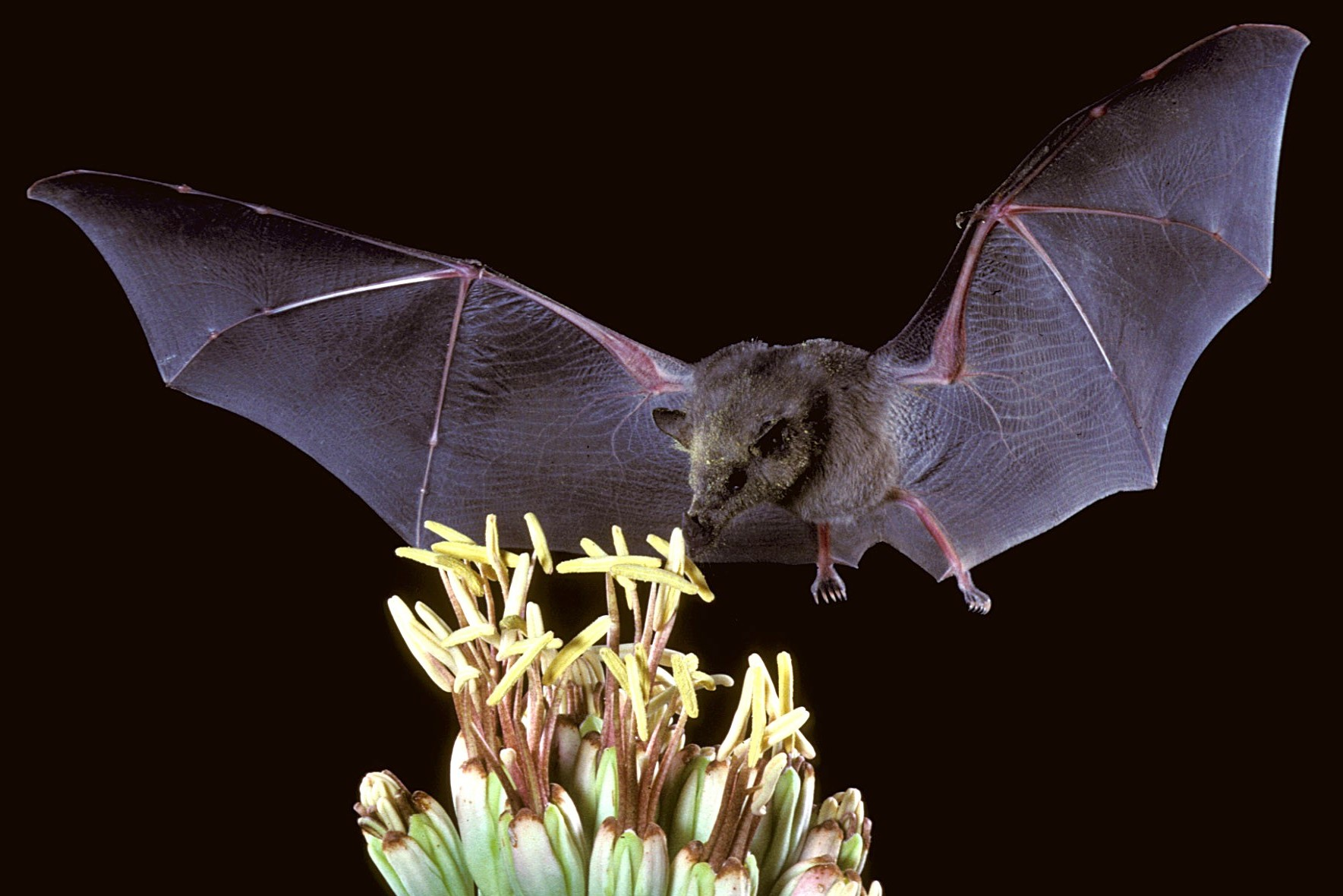
Murciélago hociquilargo mexicano (Choeronycteris mexicana).

### Fauna
La variedad y alternancia de ecosistemas naturales y agrícolas soporta una importante diversidad de aves y reptiles. Entre las primeras, destacan por ser fácilmente observables las siguientes especies: Papamoscas cardenalito (Pyrocephalus rubinus) y negro (Sayornis nigricans), chipe rojo (Cardellina rubra) y rabadilla amarilla (Setophaga coronata), pinzón mexicano (Haemorhous mexicanus), jilguerito dominico (Spinus psaltria), junco ojos de lumbre (Junco phaeonotus), picogordo tigrillo (Pheucticus melanocephalus), cuitlacoche pico curvo (Toxostoma curvirostre), colibríes pico ancho (Cynanthus latirostris), zafiro orejas blancas (Hylocharis leucotis),  magnífico (Eugenes fulgens), garganta azul (Lampornis clemenciae) y lucifer (Calothorax lucifer), carpinteros mexicano (Dryobates scalaris), cheje (Melanerpes aurifrons) y bellotero (Melanerpes formicivorus), calandrias de Wagler (Icterus wagleri) y cejas naranjas (Icterus bullockii), chara copetona (Cyanocitta stelleri), y martín pescador verde (Chloroceryle americana). En cuanto a reptiles, se han identificado más de 30 especies, entre las que destaca el camaleón de montaña (Phrynosoma orbiculare) por su carácter emblemático y por estar catalogado como amenazado (NOM-059-SEMARNAT-2010). Entre los mamíferos, se observan con regularidad el ardillón de roca (Otospermophilus variegatus), la ardilla vientre rojo (Sciurus aureogaster), el cacomixtle norteño (Bassariscus astutus), el tlacuache norteño (Didelphis virginiana) y el conejo serrano (Sylvilagus floridanus). Más esquivos, también habitan el geoparque el venado de cola blanca (Odocoileus virginianus), la emblemática tuza mexicana (Thomomys umbrinus), el coyote (Canis latrans) y la zorra gris (Urocyon cinereoargenteus), y diversas especies de murciélagos (Leptonycteris nivalis, Desmodus rotundus, Choeronycteris mexicana, Dermanura azteca). A esta biodiversidad se suman 10  especies de anfibios.

## Áreas Naturales Protegidas y designaciones
El territorio que abarca el geoparque incluye, además, múltiples designaciones nacionales e internacionales que buscan la protección y conservación del patrimonio natural y cultural. Cada desginación comprende un sitio físicamente delimitado, con una marca, objetivos y estructuras de gobernanza específicos. Entre los beneficios de las designaciones múltiples se tienen el favorecimiento de la investigación transdiscipilinaria, la celebración de convenios nacionales e internacionales y el fortalecimiento del sentido de orgullo y compromiso de las comunidades. A continuación se enlistan las designaciones que confluyen en el área del geoparque.

### Internacionales
- Reserva de la Biósfera de la Barranca de Metztitlán[32][33]
- Roca Patrimonial de la Cantera de Tezoantla[17][19][20]

### Federales
- Parque Nacional El Chico[34]

### Estatales
- Parque Ecológico Cubitos[35]
- Parque Estatal Bosque El Hiloche[36]

### Municipales
- Zona de Preservación Ecológica Cerro del Lobo[37]
- Zona de Preservación Ecológica de los Centros de población Cerro La Paila-El Susto[37]
- Zona de Preservación Ecológica de los Centros de población Cerro La Paila-Matías Rodríguez[37]

## Ocupación humana

### Primeros pobladores
De acuerdo con la evidencia geoarqueológica del geositio Cerro de las Navajas, el territorio de la Comarca Minera jugó un papel fundamental en el desarrollo económico y poderío militar de los estados prehispánicos de Mesoamérica, por ser el centro de control de la minería de obsidiana y foco de distribución de este preciado vidrio volcánico. Dichas actividades fueron llevadas sucesivamente a cabo por las culturas teotihuacana (100 a. C.-650 d. C.), tolteca (950-1100 d. C.) y mexica (1325-1521 d. C.), extendiéndose hasta el periodo colonial temprano.

### Colonización española
Derrotada la Triple Alianza de los estados indígenas del Valle de México en 1521, el avance español hacia territorios inexplorados tuvo lugar con el acompañamiento de los primeros misioneros y con los guerreros que habían peleado junto con Hernán Cortés contra el poderío mexica, a quienes se les cedían encomiendas de tierra. Los ex-conventos agustinos (y geositios del geoparque) de San Agustín en Atotonilco el Grande y San Andrés Apóstol en 
Epazoyucan son testigos de los primeros avances españoles en la Comarca Minera hacia 1533.

### Exploraciones geológicas
La Comarca Minera de Hidalgo desde hace cinco siglos ha sido objeto de estudios y reconocimientos geológicos. De manera particular, fue en el siglo XIX cuando científicos mexicanos y extranjeros realizaron puntuales y detallados estudios. Sobresale entre ellos el geognosta alemán Friedrich Traugott Sonneschmid (1763‒1824), quien fue comisionado por la Corona Española en 1788 para llevar a cabo el mejoramiento de la explotación minera, de beneficio y extracción, y para realizar descripciones mineralógicas en la Nueva España. En el transcurso de doce años recorrió los actuales estados de México, Hidalgo, Guanajuato, San Luis Potosí, Zacatecas, Durango y Jalisco. Producto de esta comisión son varios estudios, uno de ellos, la «Descripción mineralógica de las importantes regiones mineras de México o Nueva España», publicado en 1804, incluye valiosos datos sobre la Comarca Minera, como las obsidianas y las arcillas de Real del Monte, Pachuca y Atotonilco el Chico, así como los basaltos con disyunción columnar de Huasca de Ocampo (geositio Prismas basálticos).
El naturalista prusiano Alexander von Humboldt (1769‒1859) recorrió y describió varios parajes de Pachuca, la Sierra de Las Navajas, las minas del Morán, Real del Monte, Regla, La Vizcaína, El Jacal y El Encino, como parte de la expedición que hizo entre el 15 y 27 de mayo de 1803. Tras su visita, integró sus observaciones en su vasta obra científica; en su libro «Vistas de las cordilleras y monumentos de los pueblos indígenas de América» (1810) dedicó un capítulo al geositio prismas basálticos, bajo el título de «Rocas basálticas y Cascada de Regla», en el que vierte comparaciones con los de la Calzada de los Gigantes de Irlanda.
Tras la Independencia de México, en 1821, cuantiosos capitales extranjeros arribaron al país, estableciéndose las primeras empresas mineras de inversionistas ingleses y alemanes en los antiguos distritos coloniales más productivos, tales como Guanajuato, Jalisco, Zacatecas, Chihuahua, Oaxaca y el Estado de México. Algunos ingenieros, viajeros y diplomáticos extranjeros realizaron expediciones y redactaron libros sobre las posibilidades económicas de la minería. Los más emblemáticos son: George Francis Lyon, Henry Ward, Joseph Burkart, Henri Guillaume Galeotti, Eugéne Saint Clair Duport, Carl de Berghes y Friedrich von Gerolt.

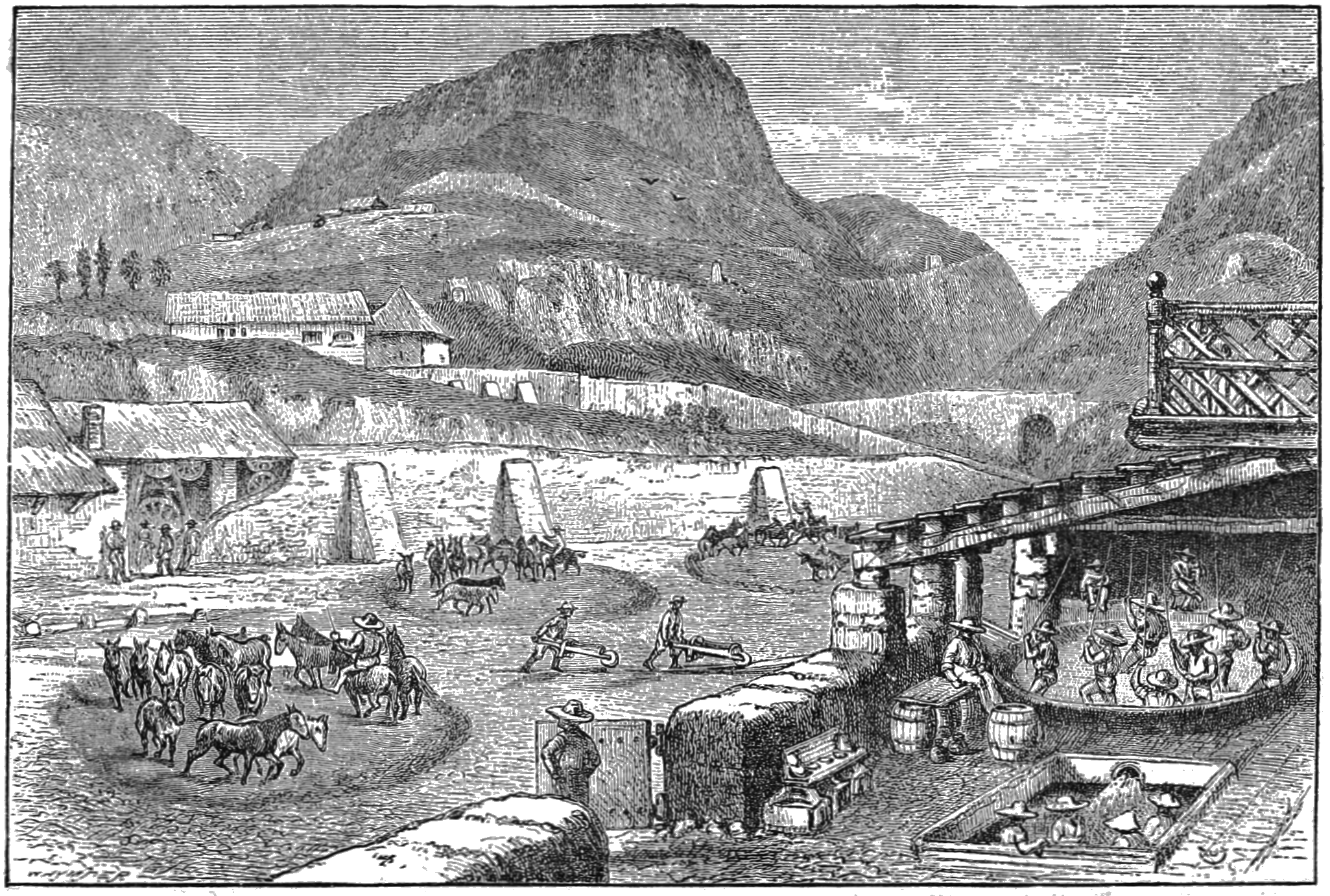
Método de patios para la extracción de plata en Pachuca.

### Historia de la minería
Atraído por la enorme riqueza minera de la región, el metalurgista sevillano Bartolomé de Medina, llegó a territorio hidalguense en 1552. Un año después, en la Ex-Hacienda La Purísima (actual geositio del geoparque), Pachuca, implementó el método de amalgamación, también conocida como beneficio de patio; usando mercurio, este método permitía extraer eficientemente la plata del mineral de mena. El beneficio de patio, vigente hasta principios de siglo XX, se exportó a todos los distritos mineros de América, desde Zacatecas en la Nueva España hasta Potosí en Bolivia, llegando a ser fundamental para el auge argentífero y económico en Hispanoamérica.

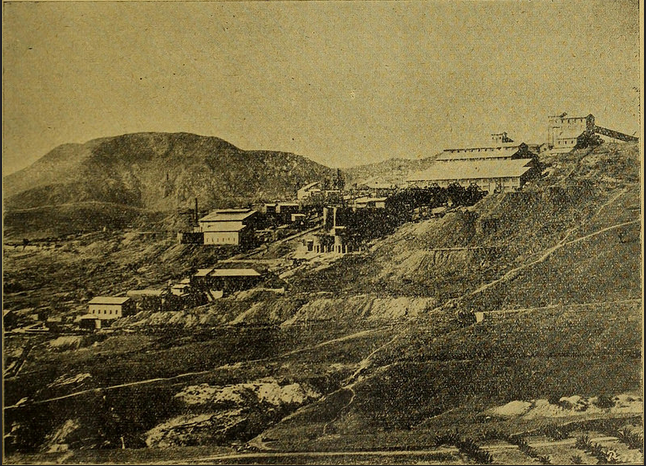
Paisaje minero en Pachuca a principios del

A principios del siglo XIX, con la independencia de México, se abrió la minería a la participación inglesa. Proveniente de Cornualles, en el extremo suroeste de la Gran Bretaña, arribó la migración minera inglesa, que trajo consigo conocimientos técnicos y capital. Las enormes chimeneas, las orcas de madera y las casas tipo Cornish configuraron un nuevo paisaje industrial. Sin embargo, pese a las cuantiosas inversiones y a los numerosos esfuerzos, los ingleses no consiguieron recuperar su inversión. En 1848 vendieron sus derechos a empresarios mexicanos.
Los hermanos Escandón integraron la tecnología extranjera con los conocimientos locales y replantearon la forma de extraer el mineral, trayendo una renovada bonanza minera. Este periodo tuvo un auge de 50 años; su decadencia sucedió debido a la depreciación de la plata a nivel mundial. La United States Smelting Refining and Mining Company adquirió las propiedades mineras en 1906. El periodo estadounidense trajo consigo un cambio de método: la cianuración. Durante esta etapa se creó una compleja red de transporte aéreo y subterráneo para el mineral.
Los estadounidenses se retiraron en 1947; a partir de esa fecha inicia el periodo paraestatal que duró más de 40 años. Actualmente se encuentra como dueña la Compañía Real del Monte y Pachuca, como una subsidiaria de Los Altos Hornos de México y del Grupo Acerero del Norte.

## Turismo y patrimonio cultural

### Pueblos mágicos

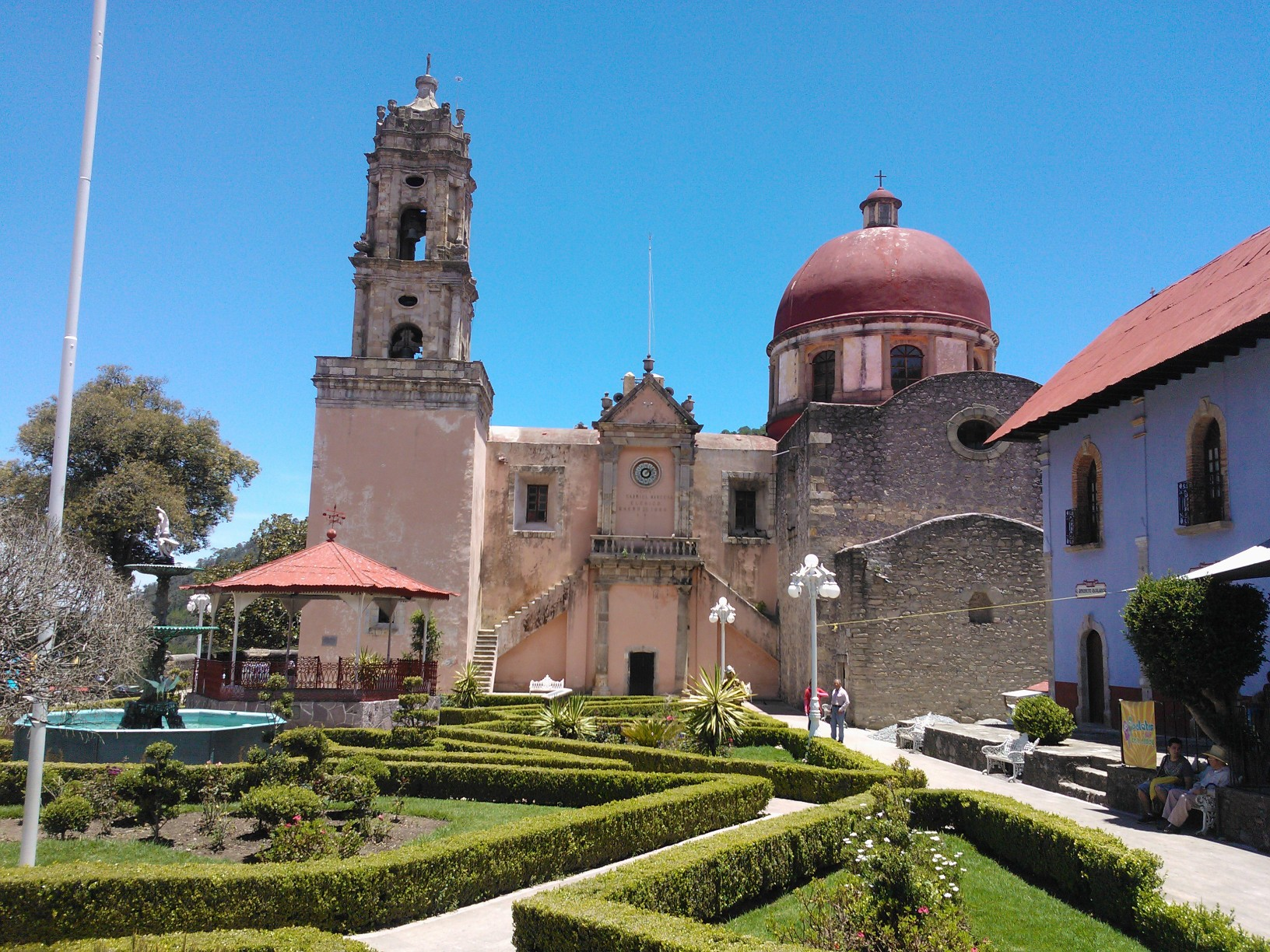
Mineral del Chico.

El programa turístico Pueblos Mágicos inició a nivel nacional en la Comarca Minera, con la designación en 2001 de Huasca de Ocampo, la primera en el país. Actualmente, el geoparque incluye a tres Pueblos Mágicos (de los 177 del programa):
- Huasca de Ocampo
- Mineral del Chico
- Mineral del Monte

### Museos del geoparque
- Museo de Mineralogía[51]
- Museo del Paste[52]

### Gastronomía

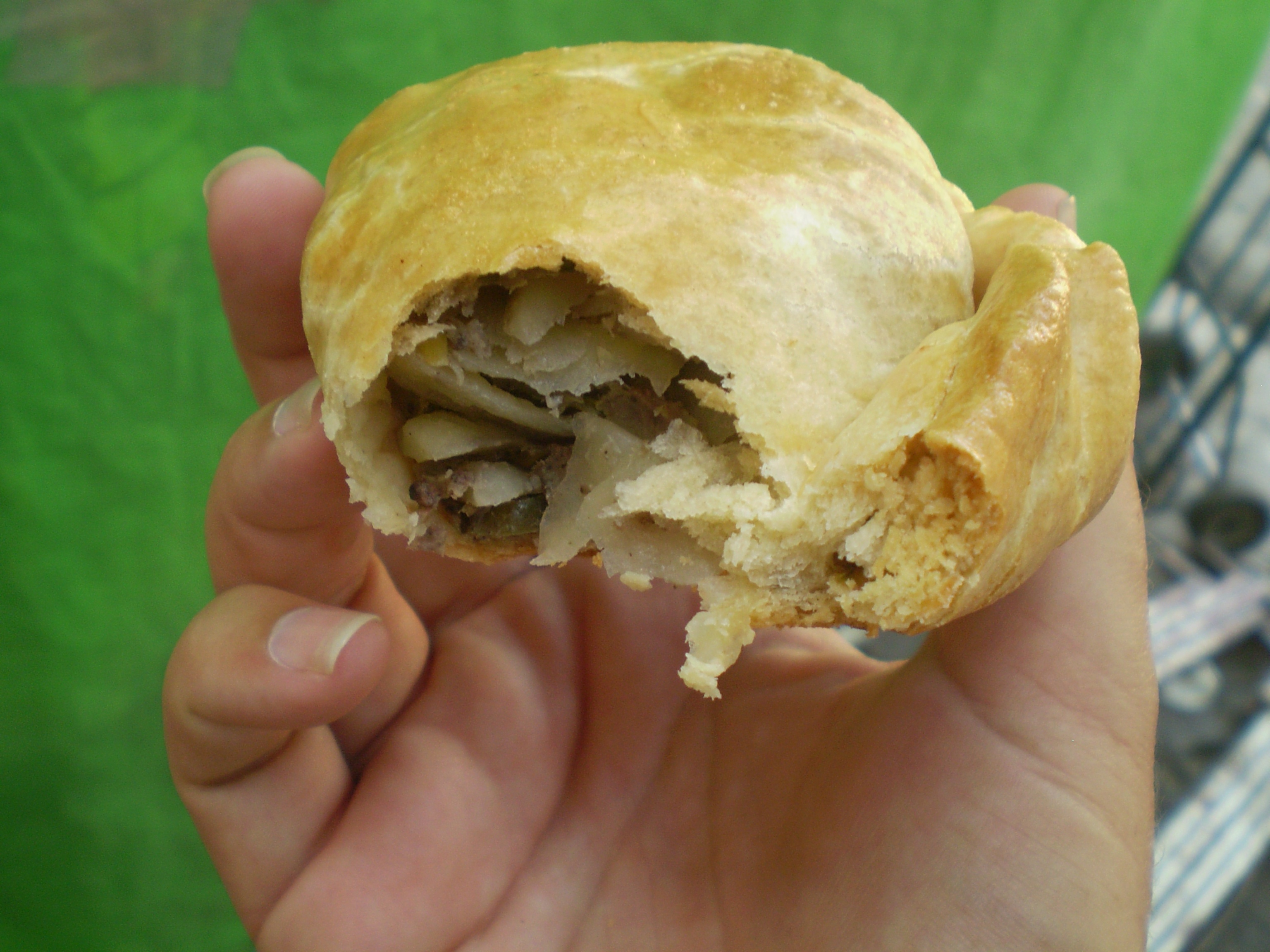
Paste.

El paste es uno de los elementos gastronómicos más típicos de la Comarca Minera; es el platillo minero por excelencia, legado de la migración que arribó a mediados del siglo XIX del condado inglés de Cornualles. Los pastes tradicionales son los de papa y carne, aunque actualmente se ha popularizado una gran variedad de rellenos.
La Ruta Gastronómica de Pachuquilla, cabecera municipal de Mineral de la Reforma, es un geositio y exponente del patrimonio inmaterial del Geoparque de la Comarca Minera. La tradición gastronómica de Pachuquilla se remonta a 1917, año en que inició la venta de alimentos preparados. La vocación gastronómica de la localidad fue consolidándose gracias a la construcción de la carretera Pachuca-Tuxpan en 1930, al cambio de sede de la cabecera municipal en 1958, y finalmente al cierre de algunas minas del distrito de Pachuca-Real del Monte. Con estos cambios aumentó el número de comensales que acudían hasta aquí para degustar platillos tradicionales como las carnitas de cerdo, la barbacoa y los mixiotes de carnero, así como los pastes.
El consumo de insectos y sus larvas tales como el gusano de maguey (Aegiale hesperiaris), el escamol (Liometopum apiculatum) y el chinicuil (Comadia redtenbacheri) es una costumbre con raíces prehispánicas en diversos municipios del Estado de Hidalgo, incluidos los que integran el territorio del geoparque. Gracias a su riqueza en proteínas altamente digeribles, los insectos, provenientes tanto del medio terrestre, como del medio acuático constituyen hoy en día un alimento de alto valor nutritivo en la Comarca Minera. El pulque, que es una bebida alcohólica elaborada a partir de la fermentación del aguamiel o savia del maguey pulquero, también es una expresión gastronómica de origen prehispánico en el territorio del geoparque.

## Investigación científica y educación
El patrimonio geológico junto con el natural y cultural, son utilizados para impulsar la sostenibilidad de las comunidades locales, no solo a través del incremento del turismo y la promoción de los productos locales, sino también mediante programas de carácter científico y educativo, que acercan a los habitantes y visitantes del territorio a las ciencias de la tierra y a las ciencias ambientales.

### LABChico
El 14 de marzo de 2019 se anunció el proyecto LABChico, el primer laboratorio subterráneo en México, que se construiría a cien metros de profundidad en las inmediaciones del geositio Obras mineras El Milagro, en Mineral del Chico
 con el fin de realizar estudios de frontera en física de neutrinos y materia oscura, así como para detectar materiales contaminantes como plomo en agua e impurezas en suelos y alimentos. Es una iniciativa conjunta del Instituto de Ciencias Nucleares y del Instituto de Física de la Universidad Nacional Autónoma de México con financiamiento del Consejo de Ciencia, Tecnología e Innovación del Estado de Hidalgo y del programa británico Global Challenges Research Fund.

### Geoguías
Como una iniciativa para la revalorización del entorno geológico y natural a través de la ciencia, se fundó en 2024 Geoguías por miembros del equipo de administración del geoparque. El objetivo de Geoguías es la formación y asesoría de guías especializados en la interpretacíon de la Tierra para la sociedad a través de herramientas de geocomunicación y geoturismo.

## Administración

### Inclusión en la Red de Geoparques
La Comarca Minera fue incluida en la Red Mundial de Geoparques el 5 de mayo de 2017, cuando fue reconocida como Geoparque Mundial de la UNESCO. Varios días después, el 26 de mayo de 2017, en el Distrito de Achoma, Perú, la Comarca Minera junto con tres geoparques más (Araripe, Brasil; Grutas del Palacio, Uruguay; Mixteca Alta, México) fundó la Red de Geoparques Mundiales de la UNESCO de América Latina y el Caribe —Red GeoLAC—, la cual en 2019 contaba con 7 miembros. La primera reunión de la Red GeoLAC tuvo lugar en la Comarca Minera (en Mineral del Chico) en enero de 2018.

### Organismos e instituciones
En el proceso de candidatura, consolidación y promoción del Geoparque de la Comarca Minera han participado numerosas instituciones y dependencias de carácter educativo y/o gubernamental, principalmente: Universidad Nacional Autónoma de México, a través del Instituto de Ciencias de la Atmósfera y Cambio Climático, el Instituto de Geofísica, el Instituto de Geología y de la Secretaría de Desarrollo Institucional; la Universidad Autónoma del Estado de Hidalgo; la Universidad La Salle Pachuca; el Gobierno del Estado de Hidalgo, a través del Consejo de Ciencia, Tecnología e Innovación de Hidalgo, de la Secretaría de Turismo, de la Unidad de Planeación y Prospectiva, y del Instituto de Capacitación Para el Trabajo del Estado de Hidalgo; gobiernos municipales de los nueve municipios del geoparque; Servicio Geológico Mexicano y el Comité del Centro Turístico Prismas Basálticos.

### Revalidación
Los geoparques son revalidados cada cuatro años. El 7 de septiembre de 2022 el Consejo Mundial de Geoparques de la UNESCO otorgó a la Comarca Minera su primera revalidación para el periodo 2022-2024 con base en evaluaciones técnicas que verificaron el modelo de gestión, el papel de los ejidos en la gestión de los geositios, y el apoyo de las instituciones académicas y gubernamentales. El 9 de septiembre de 2024 el Consejo Mundial de Geoparques de la UNESCO otorgó tarjeta amarilla a la revalidación de la Comarca Minera. Esta decisión restringe la revalidación a dos años, otorgando tiempo al geoparque para atender las recomendaciones emitidas por el Consejo. La próxima misión de revalidación tendrá lugar en 2026.